# Жуков, Иларион Николаевич
Иларион Николаевич Жуков — иерей, священномученик, местночтимый святой Украинской Православной Церкви.

## Биография
Родился в 1863 году в селе Чабановка (сейчас — Луганская обл.). Служил в селе Осиновка около Чугуева. 28 декабря 1937 года арестован и приговорен к расстрелу. Расстрелян 16 января 1938 года в Харькове.

## Канонизация
22 июня 1993 года Определением Священного Синода Украинской Православной Церкви принято решение о местной канонизации подвижника в Харьковской епархии, в Соборе новомучеников и исповедников Слободского края (день памяти – 19 мая (1 июня)).
Чин прославления подвижника состоялся во время визита в Харьков 3-4 июля 1993 года Предстоятеля Украинской Православной Церкви Блаженнейшего Митрополита Киевского и всея Украины Владимира, в кафедральном Благовещенском соборе города.